# Wormer- en Jisperveld

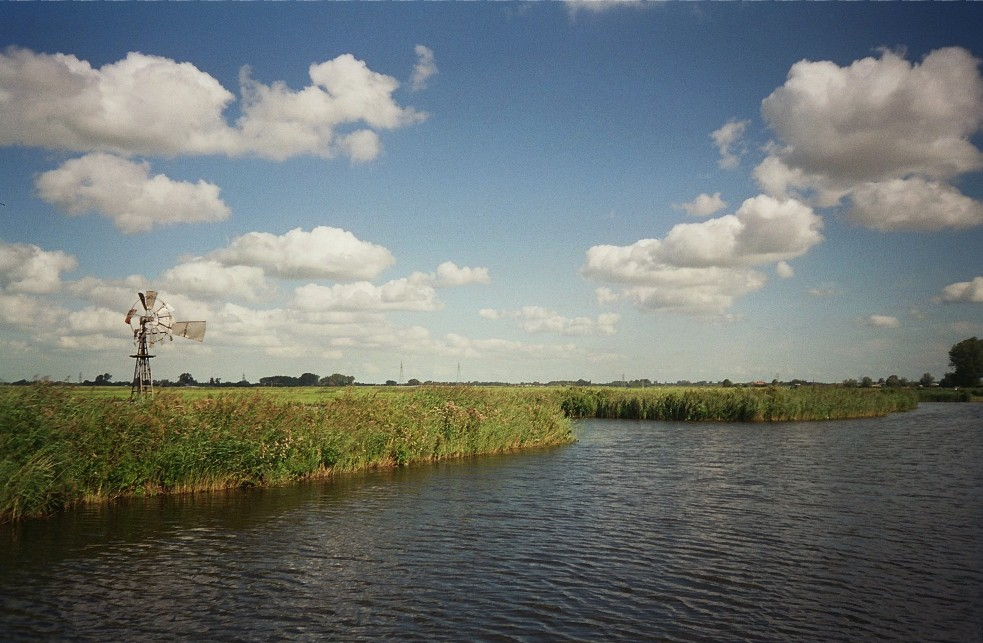
Wormer- en Jisperveld

Das Wormer- en Jisperveld ist ein Vogelschutzgebiet und Teil eines Natura 2000-Schutzgebietes in der Provinz Noord-Holland der Niederlande.

## Geographie
Bei dem Areal handelt es sich um ein Schutzgebiet nach der Vogelschutzrichtlinie der Europäischen Union mit einer Fläche von 1753 Hektar. Es liegt vollständig auf dem Gemeindegebiet von Wormerland und etwa 15 Kilometer nördlich von Amsterdam. Das Gebiet umschließt die Ortschaften Jisp nahezu vollständig und Wormer zu großen Teilen. Es grenzt an die Orte Graft-De Rijp und Beemster im Norden, Wijdewormer im Osten, Zaanstad im Süden und Starnmeer im Westen.

## Geschichte
Lange Zeit war nur ein geringer Teil des heutigen Gebietes unter Schutz gestellt. So waren es 1980 insgesamt 385 Hektar von der damals mit etwa 1700 Hektar angegebenen Gesamtfläche. Mit dem Beschluss des zuständigen Ministers vom 24. März 2000, der Europäischen Vogelschutzrichtlinie von 1979 folgend, wurde das Areal als entsprechendes Gebiet ausgewiesen und auf insgesamt rund 1300 Hektar ausgedehnt.